# Red Rodney
Robert Roland Chudnick (27 septembre 1927–27 mai 1994) connu sous le nom de Red Rodney est un trompettiste de jazz américain.

## Biographie
Né à Philadelphie, il devient musicien professionnel dès l'âge de 15 ans en travaillant au milieu des années 1940 pour Jerry Wald, Jimmy Dorsey, Georgie Auld, Elliott Lawrence, Benny Goodman et Les Brown. C'est en écoutant Dizzy Gillespie et Charlie Parker qu'il adopte le style bebop.
Il joue ensuite dans les orchestres de Claude Thornhill (1946-1947), Gene Krupa et Woody Herman (1948).
En 1949 il accepte la proposition de Charlie Parker de rejoindre son quintet. Seul membre blanc du groupe, il était baptisé "Albino Red" quand le groupe jouait dans les États du sud des États-Unis. En 1950, il intègre l'orchestre de Charlie Ventura. Il enregistre alors très fréquemment.
En 1958 il est contraint d'abandonner le jazz : les opportunités se font plus rares, les trompettistes de bebop blancs sont moins bien acceptés et, surtout, il rencontre des problèmes avec la police en raison de sa dépendance à la drogue. Il continue de travailler dans d'autres domaines musicaux. Sa dépendance le contraint au vol et à la fraude ; il passe 27 mois en prison.
Au début des années 1970, il est ruiné par ses dépenses médicales à la suite d'une apoplexie et retourne au jazz. Il arrive alors à se désintoxiquer et de 1980 à 1982 réalise cinq albums remarqués avec Ira Sullivan (en), dans lequel il joue un jazz post-bop.
En 1988, dans le film Bird de Clint Eastwood, son rôle est joué par l'acteur Michael Zelniker. En revanche c'est Rodney lui-même qui joue les parties de trompette.
Il continue à travailler et à enregistrer dans les années 1990. Il joue notamment avec Charlie Watts, le batteur des Rolling Stones, qui produit un hommage à Charlie Parker. Il épaule le jeune saxophoniste Chris Potter à ses débuts avec lequel il joue en clubs à New-York, puis enregistre avec lui Red Alerts en 1990.
Son fils Mark Rodney est le guitariste du duo Batdorf and Rodney avec John Batdorf. Son plus jeune fils Jeff Rodney est un disc-jockey connu sous le pseudo de Jammin Jeff.

## Discographie

### En tant que leader
- 1951 : First Sessions – Volume 3 (Savoy Records)
- 1952 : Red Rodney Quintets (Fantasy Records)
- 1957 : Red Rodney 1957 (Signal) avec Ira Sullivan, Tommy Flanagan, Oscar Pettiford, Philly Joe Jones.
- 1959 : Fiery (Savoy) reissue of Red Rodney 1957 (Signal)
- 1959 : Red Rodney Returns (Argo)
- 1973 : Bird Lives! (Muse)
- 1973/1981 : Bluebird (Muse/Camden)
- 1974 : Red Rodney plays Superbop (Muse) avec Sam Noto, Dolo Coker, Ray Brown, Shelly Manne.
- 1976 : Yard's Pad (Sonet) avec Arne Domnérus, Red Mitchell, Ed Thigpen, Bengt Hallberg.
- 1981 : Night and Day avec Ira Sullivan (Muse)
- 1982 : Spirit Within (Electra) avec Ira Sullivan
- 1986 : No Turn On Red (Denon)
- 1988 : Red Giant (SteepleChase)
- 1988 : One For Bird (SteepleChase)
- 1988 : Red Snapper (SteepleChase)
- 1992 : Then And Now (Chesky)
- 1993 : The Tivoli Session (SteepleChase)

### En tant que sideman
- 1945: Charlie Ventura: 1945–1946 (Classics)
- 1946: Buddy Rich: 1946–1948 (Classics)
- 1948: Woody Herman: Keeper of the Flame (Capitol)
- 1949: Charlie Parker: The Complete Charlie Parker On Verve
- 1949: Charlie Parker: Swedish Schnapps (Verve)
- 1950: Charlie Parker: Bird At St. Nick´s (OJC)

Avec Dizzy Gillespie
- To Diz with Love (Telarc, 1992)

Avec the Bob Thiele Collective
- Louis Satchmo (1991)